# Montecchia di Crosara
Montecchìa di Crosara es una localidad y comune italiana de 4.419 habitantes, ubicada en la provincia de Verona (una de las siete provincias de la región de Véneto). 

## Demografía
| Gráfica de evolución demográfica de Montecchia di Crosara entre 1861 y 2001 |
|                                                                             |
| fuente ISTAT - elaboración gráfica a cargo de Wikipedia                     |